# وحيدات الخلية المبيضة الترابية
وحيدات الخلية المبيضة الترابية (الاسم العلمي: Candidimonas humi) هي نوع من البكتيريا، سلبية الغرام، تتبع جنس وحيدات الخلية المبيضة.